# 1LDK (アルバム)
『1LDK』は、2020年1月22日にユニバーサルミュージックから発売された日本の女性YouTubeアーティストであるLefty Hand Creamのメジャーデビューアルバム。

## 解説
『1LDK』は、2017年と2018年にヴィレッジ・ヴァンガードからLefty Hand Cream自らのアレンジで限定販売された2枚のミニアルムから新たにリマスターテイクしたカバー曲10曲と、オリジナル曲として2019年の東海テレビ・フジテレビ系全国ネット オトナの土ドラ『悪魔の弁護人・御子柴礼司～贖罪の奏鳴曲～』の主題歌「ポーカーフェイス」、さらにLefty Hand Creamが作詞作曲を手掛けた「栞」の計12曲を収録。
初回限定盤はCDとDVDの2枚組で、DVDにはオリジナル曲「ポーカーフェイス」と「栞」のMusic Videoを収録。
発売日に合わせてオフシャルファンクラブ「L441studio」が開設され、2020年2月24日には「Lefty Hand Cream 1st ALBUM 「1LDK」 Release ONEMAN LIVE 東京公演」が原宿クエストホールで2部制の形で開催された。当初このリリースワンマンライブは初の海外公演を含むライブツアーとして東京・大阪・台湾の3ヵ所を回る予定であったが東京公演以外は公開延期されている。

## 収録曲

### 通常版/初回限定版 DISK 1 共通
1. ポーカーフェイス（オリジナル曲）
作詞：伊集院香織（みるきーうぇい） / 作曲・編曲：南田健吾
東海テレビ・フジテレビ系全国ネット オトナの土ドラ「悪魔の弁護人・御子柴礼司〜贖罪の奏鳴曲〜」主題歌
2. 恋音と雨空（AAA）
作詞・作曲：岡村洋佑 / 再編曲：前田逸平
3. シュガーソングとビターステップ（UNISON SQUARE GARDEN）
作詞・作曲：田淵智也 / 再編曲：前田逸平
4. なんでもないや（RADWIMPS）
作詞・作曲：野田洋次郎 / 再編曲：コバソロ
5. 醒めない（スピッツ）
作詞・作曲：草野正宗 / 再編曲：前田逸平
6. Funny Bunny（the pillows）
作詞・作曲：山中さわお / 再編曲：前田逸平
L441Studioにて収録
7. 青いベンチ（サスケ）
作詞・作曲：北清水雄太 / 再編曲：前田逸平
8. イト（クリープハイプ）
作詞・作曲：尾崎世界観 / 再編曲：前田逸平
9. 痛いよ（清竜人）
作詞・作曲：清竜人 / 再編曲：前田逸平
10. 100万回の「I love you」（Rake）
作詞・作曲：Rake / 再編曲：前田逸平
11. 藍（スキマスイッチ）
作詞・作曲：大橋卓弥・常田真太郎 / 再編曲：前田逸平
12. 栞（オリジナル曲）
作詞・作曲：Lefty Hand Cream / 再編曲：前田逸平

### 初回限定版 DISC 2: DVD
1. ポーカーフェイス (Music Video)
作詞：伊集院香織（みるきーうぇい） / 作曲・編曲：南田健吾
映像監督：須永秀明 / 主演：夏目志乃 / ダンス：藤井舞香
2. 栞 (Music Video)
作詞・作曲：Lefty Hand Cream / 再編曲：前田逸平
映像監督：banishment / アニメーション：asano66